# الساحرات الثلاث العذراوات
تم نشر الساحرات الثلاث العذراوات في الأصل في بريطانيا عام 1972، من قبل شركة ميثوين المحدودة وفي عام 1977قامت مجموعة شركة هاملين البريطانية المحدودة للنشر بنشر نسخة الكتاب ورقي الغلاف بواسطة دمغةِ ناشر كُتب بيفر (Beaver Books) وهي شركة تقوم بتصميم وإنتاج الكتب للأطفال.

## نبذة
الكتاب عبارة عن مقتطفات أدبية مختارة من 15 حكاية خرافية من جميع أنحاء العالم وهي مجموعة طويلة من القصص القصيرة من المختارات الادبية المنتقاة التي تم جمعها وإعادة سردها بواسطة الكاتبة البريطانية روث مانينغ ساندرز .
محتويات ظهر غلاف الكتاب هي: «شخصيات سحرية ومكائدٌ عجيبة - جنية سويدية، فتاة أفريقية يافعة تمثل الشمس الهلاكَ بالنسبة لها، تفاحة تدحرجت من طبق فضي حتى تكتشف العالم كله - ترقب وأكتشف مجموعة من الحكايات الشعبية والخيالية من أراضيٍ عديدة. للقراءِ من كافةِ الأعمار».

## جدول المحتويات
- 1. الساحرات الثلاث العذراوات (ترانسيلفانيا)
- 2. وادي أم علي الصالحة (وادي النيل)
- 3. البقرة (بوميرانيا)
- 4. لاسي يا بني! (السويد)
- 5. ووكر باي مونلايت (إفريقيا)
- 6. العمالقة في الوادي (بوهيميا)
- 7. لعبة الورق مع ملك الشياطين (الهند)
- 8. الخياط والشيطان والضفادع (تشيكوسلوفاكيا)
- 9. الغربان التسعة (الغجر المجري)
- 10. الطبق الفضي (روسيا)
- 11. توهكي (نيوزيلندا)
- 12. خاتم العطس (اليونان)
- 13. ملك النسور (أمريكا الجنوبية)
- 14. الجنود الثمانية عشر (جبال هارتز)
- 15. الماعز في السرير (صقلية)